# I. Henrik francia király
I. Henrik (1008. május 4. – 1060. augusztus 4.), a Capeting-ház tagja, 1031-től haláláig volt Franciaország királya.
Apja II. Róbert francia király, anyja Arles-i Konstancia volt. A Capeting-ház hagyományai szerint Henriket még apja életében koronázták királlyá Reimsben, 1027. május 4-én, azonban apja haláláig alig volt befolyása.
1025-ben.testvéréhez, Róberthez csatlakozott apjuk elleni lázadásában Anyjuk inkább Róbert utódlását támogatta, így apjuk halála után Henrikre maradt, hogy megbékítse rebellis testvérét

## Uralma
Királyként 1032-ben lecsillapította testvérét, nekiajándékozva a burgundiai hercegséget.
Uralkodását, elődeihez hasonlóan, a birtokgyarapítás, a vazallusok megtörése és a normannok elleni küzdelem jellemezték.
1047-ben segítségére sietett fiatal unokaöccsének, Vilmos normandiai hercegnek, aki később Hódító Vilmos néven vált ismertté. Néhány évvel később azonban, amikor Vilmos – Hitvalló Eduárd angol uralkodó unokatestvére – feleségül vette Matildot, a flandriai gróf leányát, Henrik aggódni kezdett Vilmos hatalma miatt. Így 1054-ben és 1058-ban Henrik kétszer is hadba szállt Normandia meghódítására, de mindkét alkalommal vereséget szenvedett.

## Családja
Henrik jegyese II. Konrád német-római császár lánya, Matild volt, de a lány 1034-ben idő előtt elhunyt. Ekkor Henrik feleségül vette Matildot, Liudolf lányát, de ő is meghalt 1044-ben egy császármetszést követően. Következő felesége I. Jaroszláv kijevi nagyfejedelem lánya, Anna volt, akitől négy gyermeke született:
1. I. Fülöp (1052. május 23. – 1108. július 29.)
2. I. Hugó vermandois-i gróf  (1057 – 1101. október 18.)
3. Robert (kb. 1055 – kb. 1060)
4. Emma (?)

## Fordítás
- Ez a szócikk részben vagy egészben az Henry I of France című angol Wikipédia-szócikk ezen változatának fordításán alapul.  Az eredeti cikk szerkesztőit annak laptörténete sorolja fel. Ez a jelzés csupán a megfogalmazás eredetét és a szerzői jogokat jelzi, nem szolgál a cikkben szereplő információk forrásmegjelöléseként.